# ブエナ・ビスタの戦い
ブエナ・ビスタの戦い（ブエナ・ビスタのたたかい、英: Battle of Buena Vista、西: Batalla de Buena Vista）またはアンゴスチュラの戦い（英: Battle of Angostura、西: Batalla de La Angostura）は、米墨戦争でアメリカ軍が大砲を使って勢力のかなり大きなメキシコ軍を撃退した戦闘である。ブエナ・ビスタはメキシコ北部コアウイラ州のサルティーヨの南7マイル（12km）にある村である。

## 背景

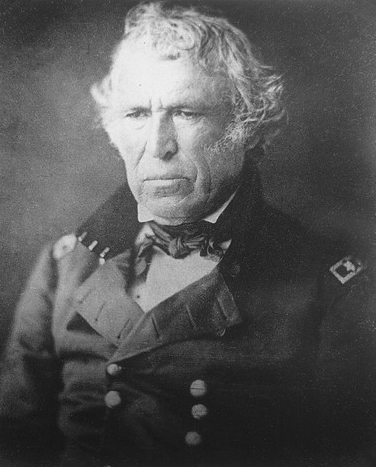
軍服のザカリー・テイラー

1846年9月のモンテレーの戦い後、ザカリー・テイラー少将の占領軍の大半は、メキシコ市に向かうウィンフィールド・スコット将軍の遠征隊主力となるためにメキシコ湾岸に派遣された。テイラーは自分の大統領に向けた選挙運動の助けとなるこれからの軍事的成功をジェームズ・ポーク大統領が奪おうとしていると考えた。テイラーはモンテレーに留まれという命令を無視することにした。メキシコ深く進軍してサルティーヨを占領した。またチワワ州に遠征していたジョン・E・ウールの指揮する中央師団を流用して、サルティーヨで合流させた。ウールの師団を合わせてアメリカ軍は兵力約4,500となったが、その大半は戦闘が初めての志願兵部隊だった。
1846年夏、アントニオ・ロペス・デ・サンタ・アナが亡命先から帰国し、直ぐに権力を掴んだ。モンテレーが落ちたとき、サンタ・アナはサン・ルイス・ポトシ州でおよそ25,000名の軍隊を立ち上げた。スコット将軍からテイラーに宛てて、メキシコ湾にテイラー軍主力を送るように告げる手紙がメキシコの手に渡ったとき、サンタ・アナは直ぐに北へ行軍して、アメリカ軍が退いている間にテイラー軍をメキシコから追い出そうとした。
テイラーはサンタ・アナが北へ向かっていることを知って、サルティーヨから約19マイル（30km）南のアグア・ヌエバに移動した。テイラーはテキサス・レンジャーズのベン・マカロック少佐を派遣してメキシコ軍を偵察させた。マカロックは60マイル（100km）南でサンタ・アナ軍を見つけて、2月21日にテイラーに知らせた。テイラーはアグア・ヌエバの12マイル（19km）北のブエナ・ビスタにある峠まで退いた。ウール将軍は防御の配置を任された。その日遅く、サンタ・アナが12,000名の兵力でアグア・ヌエバに到着した。その軍隊はサン・ルイス・ポトシからの長い行軍の間に脱走と消耗のために勢力を落としていた。サンタ・アナはアメリカ軍が撤退のためにブエナ・ビスタまで退いたと考え降伏を要求した。テイラーの副官ウィリアム・ウォレス・スミス・ブリスはアメリカ軍は降伏を拒否すると能弁に返答した。テイラーはその物資の安全が気に懸かり、その夜馬でサルティーヨに行って後方の保護の手配をした。

## 戦闘

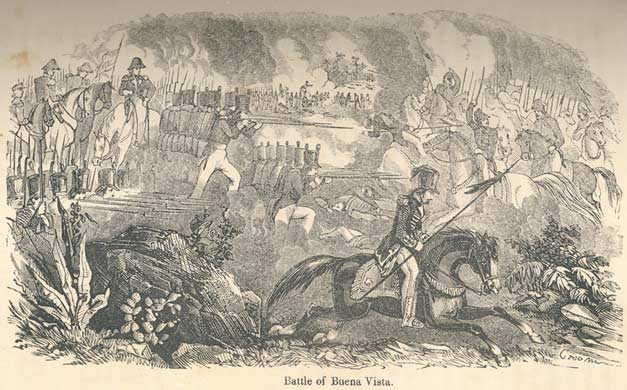
アメリカ兵が描いた戦闘の様子

2月23日朝、ペドロ・デ・アンプディア将軍が、ジョセフ・レインのインディアナ旅団の第2インディアナ連隊が守るアメリカ軍左側面を攻撃した。その志願兵部隊は砲台に支援されていたが、イリノイ志願兵隊の第2線に沿って徐々に後退させられた。ウールはジェイン将軍に伝令を送って如何なる犠牲を払っても前線を死守するよう告げた。イリノイ志願兵隊はメキシコ軍の攻撃から来る圧力の下で戦いながら後退した。
テイラー将軍が戦場に戻り、その存在を部隊兵に知らしめた。ジェファーソン・デイヴィス大佐のミシシッピ・ライフル銃隊に護衛されていた。一方ウールは、トマス・W・シャーマン指揮する砲兵隊と竜騎兵2個連隊が支援する防御陣地としてブエナ・ビスタの農園にある壁を使って破られた連隊を再結集させた。第3インディアナ連隊がデイヴィスの支援に送られ、2個連隊が逆V字の陣形を採った。メキシコ軍はこの新しい前線を攻撃した。インディアナ連隊とミシシッピ連隊が銃撃を続けたので、混乱した攻撃隊は短時間停止し、その後重砲弾の波を受けた。約2,000名のメキシコ兵が動けなくなった。ある若いメキシコ軍中尉が、サンタ・アナはアメリカ軍指揮官に会いたがっていると言って、アメリカ軍の発砲を止めさせるための計略を試みた。テイラーとウールは策略を見破ったが、罠に嵌っていたメキシコ兵が逃げ出すだけの時間はできた。

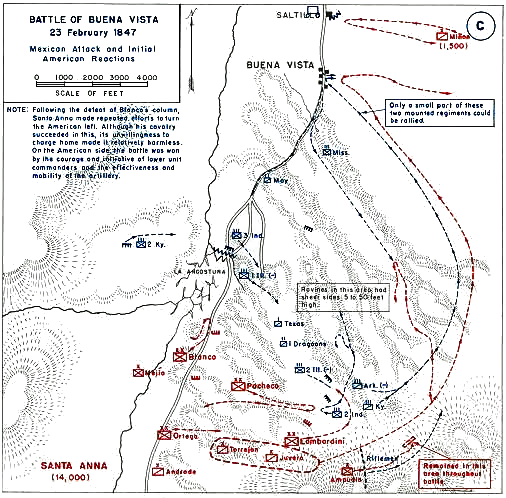
ブエナ・ビスタの戦い戦場図

サンタ・アナはフランシスコ・ペレス将軍の部隊に砲兵の支援をつけて、アメリカ軍主力陣地への攻撃を再開させた。ブラクストン・ブラッグ大尉の砲兵隊が如何なる犠牲を払ってもその陣地を守れという命令をうけて砲架を前車から外していた。テイラーはブラッグ大尉のところに馬で騎りつけ、短い会話の後で、ブラッグが単発弾を使っていると答えると、テイラーは「連発弾を使って奴等を地獄に送れ、ブラッグ」と命令した。後にこの命令は「やつらにブドウ弾をもう少しお見舞いしろ、ブラッグ大尉」と誤って引用されたが、選挙スローガンに用いられて、テイラーをホワイトハウスに送り込むことになった。ペレスの攻撃は戦場に激しい雨が降り出したときに撃退された。夜の間にサンタ・アナは勝利を宣言し、メキシコ市からの手紙で政変を鎮める必要があることを示すものを受け取った後にアグア・ヌエバに後退した。

## 結果
この戦闘はメキシコ北部では最後の主要な戦闘となった。この戦争の中でもテイラーにとって最大の戦いであり、また最後のものだった。テイラーは合衆国に戻って政界での経歴を追求した。ブエナ・ビスタでの成功と伝説になったブラッグ大尉への指示とで、1848年の大統領選挙で勝利することに繋がった。サンタ・アナは大きな損失を受けて、決定的な勝利を得ようとしている時に南に撤退した。その撤退はメキシコ市の政治的対立で拍車を駆けられた。後にはウィンフィールド・スコットの軍隊に対してメキシコ市防衛を強いられることになった。
アイオワ州ブエナ・ビスタ郡はこの戦闘の栄誉を称えて1859年に名付けられた。ミシガン州サギノー郡のブエナ・ビスタ・タウンシップ、バージニア州ブエナ・ビスタ市、およびアラバマ州モンロー郡北部のブエナ・ビスタも同様である。

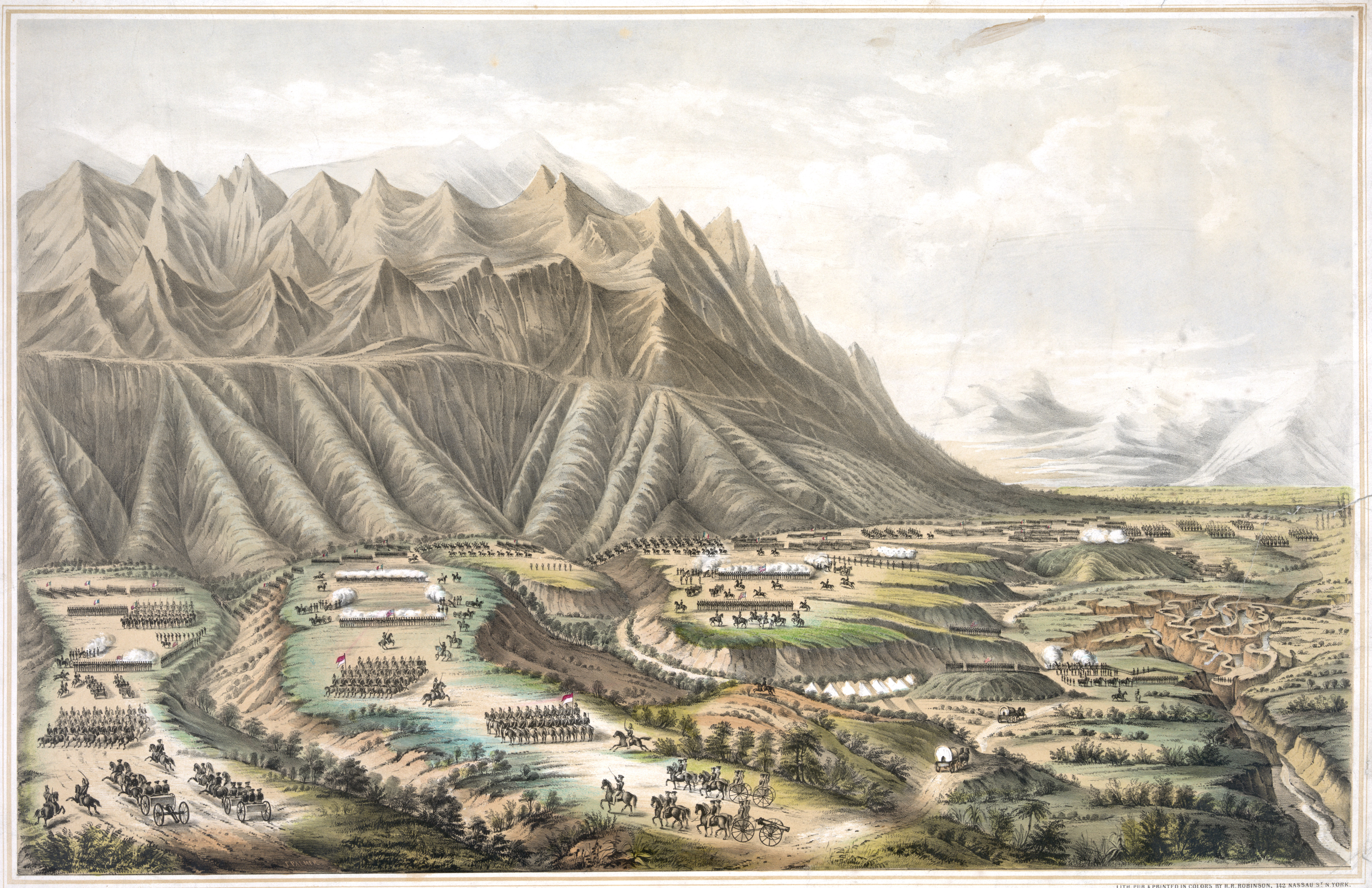
テイラーの副官イートン少佐が戦場で描いたスケッチ

この戦闘での戦死者で著名な者としては、米墨戦争に声高に反対していた合衆国の政治家ヘンリー・クレイの次男ヘンリー・クレイ・ジュニアがいた。その死はクーリエ・アンド・アイブズやニール・アンド・ペイトによる印刷の対象になった。元アーカンソー州知事アーチボルド・イェールも第1アーカンソー志願騎兵隊を指揮しているときに戦死した。